# Ride (песня Зизи Уорд)
«Ride» — песня в исполнении Зизи Уорд при участии Гари Кларка-младшего из мультфильма «Тачки 3». Песня звучит во время финальных титров фильма и была написана Уорд, Эваном Богартом и Дэйвом Бассеттом, причём последний также продюсировал, микшировал и записывал её. Она был выпущена в качестве сингла 14 апреля 2017 года.

## Предыстория
Песня была впервые анонсирована 18 мая 2017 года вместе с саундтреком и оригинальной музыкой Рэнди Ньюмана. Уорд впервые исполнила песню 17 апреля 2017 года на Dancing with the Stars. Позже она включила песню в качестве последнего трека в своей второй студийный альбом «The Storm», который был выпущен 30 июня 2017 года. Песня — это быстрый данс-поп.

## Музыкальное видео
Музыкальное видео на песню с кадрами из мультфильма было выпущено 16 июня 2017 года, в тот же день, когда был выпущены фильм, саундтрек и музыка.